# Wittelsbacher Ausgleichsfonds
Der Wittelsbacher Ausgleichsfonds (WAF) ist eine Stiftung des öffentlichen Rechts, deren Erträge den Angehörigen des ehemals in Bayern regierenden Hauses Wittelsbach zukommen. Er wurde durch ein bayerisches Gesetz am 9. März 1923 im Rahmen der Vermögensauseinandersetzung zwischen dem Haus Wittelsbach und dem Freistaat Bayern gegründet. Weiterer Stiftungszweck ist die Bewahrung des ihm anvertrauten kulturellen Erbes der Wittelsbacher.

## Entstehung
Der WAF entstand in der Folge der Novemberrevolution von 1918, durch die die Monarchie auch in Bayern endete. Es galt daher, die Vermögensverhältnisse zwischen dem ehemaligen bayerischen Herrscherhaus, den Wittelsbachern, und dem nunmehrigen Freistaat Bayern zu klären.
Anfang des 19. Jahrhunderts hatten die Wittelsbacher entsprechend der Domanialfideikommisspragmatik des Kurfürsten Max IV. Joseph von Bayern von 1804 und der Bayerischen Verfassung von 1818 ihr Hausgut auf den damals finanziell schlecht gestellten Staat übertragen. Im Gegenzug hatte der Staat die Versorgung der Wittelsbacher übernommen und diese 1834 im Verfassungsgesetz über die Zivilliste geregelt.
Nach der Revolution 1918 wurde versucht, bayerisches Staatsvermögen und Wittelsbacher Hausvermögen voneinander zu trennen. Die vom Obersthofmeisterstab verwalteten Liegenschaften der Zivilliste wurden vom Freistaat als Staatseigentum betrachtet. Mit Hilfe des Staatsrechtslehrers Konrad Beyerle versuchten die Wittelsbacher 1921 nachzuweisen, dass sie erst gegen einen Versorgungsanspruch ihr Hausgut in das Staatsvermögen eingebracht hätten und in Bayern eine Trennung von Staats- und Hausvermögen überhaupt erst vollzogen werden müsse. 1923 wurde ein Kompromiss gefunden, der in ein Gesetz vom 9. März 1923 gefasst wurde: Demnach fielen die ehemaligen Vermögenswerte aus dem Hausgutfideikommiss König Ludwigs I. und Teile der Liegenschaften aus dem Vermögen König Ottos nicht direkt an das Haus Wittelsbach zurück, sondern flossen in die neu errichtete Stiftung ein. Gleichzeitig verpflichtete sich die Familie Wittelsbach freiwillig, auch weiteres Privatvermögen, vor allem Kunstschätze, in den Fonds einzubringen mit der Bestimmung, diese dauerhaft der Öffentlichkeit zugänglich zu machen. Somit wurde der erste Stiftungszweck des WAF begründet, das kulturelle Erbe des Hauses Wittelsbach zu bewahren. Neben dem WAF errichtete das Oberhaupt des Hauses Wittelsbach, Kronprinz Rupprecht von Bayern, die Wittelsbacher Landesstiftung für Kunst und Wissenschaft, die Eigentümerin der vor Errichtung des Haus- und Staatsfideikommisses von 1804 erworbenen Kunstschätze der Wittelsbacher wurde.
Auf der Grundlage dieses Gesetzes verzichtete das Haus Wittelsbach dauerhaft auf alle weiteren vermögensrechtlichen Ansprüche gegen den Staat. Das heißt, es mussten seitens des Staates weder Vermögensbestandteile an Familienangehörige herausgegeben werden, noch musste sich der Freistaat zu künftigen Unterhaltszahlungen verpflichten. Daraus leitet sich der zweite Stiftungszweck ab: Seither gilt, dass ausschließlich die erwirtschafteten Erträge aus dem Wittelsbacher Ausgleichsfonds und keinerlei Unterstützungsleistungen aus Steuermitteln durch den Freistaat Bayern zur dauerhaften wirtschaftlichen Versorgung der Mitglieder des Hauses Wittelsbach beitragen. Der Ausgleichsfonds trägt ferner zur Erhaltung der von ihm verwalteten Kulturgüter bei.
Deutschlandweit stand auch eine Fürstenenteignung im Raum, zu der es aber nicht kam. Es wurden auch von den meisten anderen Ländern Abfindungsverträge mit ihren vormals regierenden Dynastien, den sogenannten Bundesfürsten, geschlossen, welche die Verteilung der Vermögensmassen zwischen den jeweiligen Ländern und den ehemaligen Herrscherhäusern regelten.

## Rechtsform
Der WAF ist eine Stiftung des öffentlichen Rechts. Die bayerische Staatsregierung hat die näheren Bestimmungen über die Einrichtung der Verwaltung des Fonds und seine Erhaltung getroffen. Demnach obliegt die Sorge für die ungeschmälerte Erhaltung des Stiftungsvermögens dem Verwaltungsrat des Fonds. Diese Pflicht leitet sich aus dem WAF-Gesetz und dem Bayerischen Stiftungsgesetz ab.

## Vermögen
Zu den Vermögensgegenständen der Stiftung gehören:
- Ländereien (ca. 12.000 ha Wald, darunter der Köschinger Forst, und das Gut Rohrenfeld mit 260 ha Landwirtschaft sowie Golfplatz),
- Immobilien (vor allem Mietshäuser in München),
- Kunstschätze und -sammlungen (beispielsweise die Kunstsammlung von König Ludwig I., die größtenteils in der Alten und Neuen Pinakothek und der Glyptothek in München zu sehen ist),
- die als Museen zugänglichen Schlösser Berchtesgaden und Hohenschwangau, das Museum der bayerischen Könige in Hohenschwangau und das Schloss Bullachberg[2] bei Hohenschwangau,
- die Schlösser Berg (mit Votivkapelle) und Grünau (mit Gut Rohrenfeld)
- das Geheime Hausarchiv[3] (das Familienarchiv der Wittelsbacher, heute eine Abteilung des Bayerischen Hauptstaatsarchivs),
- Unternehmensanteile.

Ehemals zu den Vermögensgegenständen gehörten:
- Schloss Neuburg an der Donau, das 1939 an die Heeresverwaltung verkauft wurde, später an die Bundesvermögensverwaltung kam, von der es 1970 der Freistaat Bayern erwarb.
- Schloss Fürstenried, 1881 als Wohnsitz für den Prinzen und späteren König Otto erworben, 1929 an die Erzdiözese München-Freising verkauft.
- Hambacher Schloss
- Villa Ludwigshöhe in Edenkoben/Pfalz, 1975 an das Land Rheinland-Pfalz verkauft.
- Die Porzellanmanufaktur Nymphenburg hatte der WAF von 1975 bis 2011 vom Freistaat Bayern in Pacht.
- Schloss Sandersdorf (2008–2022)

Laut Jahresabschluss zum 30. September 2018 betrug die Bilanzsumme des Fonds rund 444 Mio. Euro. Im Geschäftsjahr 2018 (1. Oktober 2017 bis 30. September 2018) wurden etwas mehr als 15 Millionen Euro an die Familienmitglieder ausgeschüttet. Die Ausschüttungen erfolgen dabei nach dem Familienstatut von 1819, in dem der bayerische König Max I. die Apanagen der Familienangehörigen aufschlüsseln ließ. Der Chef der Wittelsbacher erhält demnach die Hälfte. Prozentual abgestuft werden dann die Ausschüttungen an seine Söhne, die Chefs zweier Nebenlinien und die Prinzessinnen verteilt, solange diese ledig sind; verheiratete Prinzessinnen erhalten eine einmalige Aussteuer.
Nicht zum Wittelsbacher Ausgleichsfonds gehören die Wittelsbacher Landesstiftung für Kunst und Wissenschaft sowie das Privatvermögen der Angehörigen des Hauses Wittelsbach, darunter der Besitz der früheren Herzoglichen Linie (Herzöge in Bayern) mit dem Kloster Tegernsee und dem Herzoglich Bayerischen Brauhaus Tegernsee, dem Wildbad Kreuth und den Ländereien des ehemaligen Klosters Banz, ferner die Schlösser Wildenwart, Leutstetten und Kaltenberg (mit der König Ludwig Schlossbrauerei Kaltenberg).
Ebenfalls nicht zum Vermögen des WAF gehören die Schlösser Neuschwanstein, Linderhof und Herrenchiemsee, da sie bei der Aufteilung der Verlassenschaft König Ottos von Bayern (als Alleinerbe seines Bruders Ludwigs II.) dem Staat zugeteilt wurden. Die Münchner Residenz, Schloss Schleißheim und Schloss Nymphenburg sowie eine beträchtliche Anzahl weiterer Schlösser und ihres Inventars, die sich heute in der Obhut der Bayerischen Verwaltung der staatlichen Schlösser, Gärten und Seen befinden, gingen ebenfalls an den Staat, doch wurde dem jeweiligen Chef des Hauses Wittelsbach ein Wohnrecht im zweiten nördlichen Seitenpavillon des Nymphenburger Schlosses eingeräumt.

## Verwaltung
Die Generaldirektion der Stiftung sitzt in München-Bogenhausen und besteht aus ca. 15 Mitarbeitern. Ihr zugeordnet sind die Bereiche Kunst und Tradition, Tourismus, Immobilien sowie Forst- und Landwirtschaft.
Die Verwaltung des Fonds wird von einem Verwaltungsrat geführt, dem bis zu acht vom jeweiligen Chef des Hauses Wittelsbach (zurzeit – Stand März 2023 – Franz Herzog von Bayern) bestellte Mitglieder angehören; dies sind (Stand Mai 2023): Nikolaus von Bomhard (Vorsitzender), Bernd Pischetsrieder (stellvertretender Vorsitzender), Joachim Faber, Albrecht Fürst zu Oettingen-Spielberg, Elisabeth Prinzessin zu Sayn-Wittgenstein, Philipp Graf von Waldstein-Wartenberg und Franz-Christoph Zeitler. Die Mitglieder des Verwaltungsrates werden auf fünf Jahre bestimmt.
Zwei Vertreter des Wissenschafts- und des Finanzministeriums, die sog. Staatskommissare, nehmen die Stiftungsaufsicht in den Sitzungen des Verwaltungsrates wahr. Ihre Aufgabe ist es, die geordnete Verwaltung des Fonds und die Erhaltung seines Vermögens zu überwachen.